# PHPWind
PHPWind（简称：PW）是一个基于PHP和MySQL的论坛程序。它是由德天公司进行主持开发的论坛程序，其前身为ofstar。
PHPWind目前处于停止开发的状态，其官方网站已经不可访问。
PHPWind的源代码可免费下载，但它并不是自由软件，因为其许可证不符合自由软件的定义。

## 历史
2008年4月，phpwind被阿里巴巴收购。
在以前phpwind分作商业版本和免费版本，但自4.3.2版起，不再区分商业版与免费版在功能和版本上的差别，软件全面开源免费。
在phpwind 4.3.2版本，站长可以利用URLRewrite实现伪静态。
在phpwind 7.0版本，改进了伪静态，优化搜索引擎收录其系统文章。
在phpwind 7.5版本，延续了传统论坛、社区门户、SNS圈子3种模式于一体的系统机构，并在此基础上弱化各种模式之间的关联度，增加系统的自定义特性。

## 特点
PHPWind论坛程序可以根据需要生成HTML静态页面，并且拥有灵活的后台程序。同时，PHPWind论坛可以整合博客系统、商城系统、商店系统、文章系统以及整合系统。
多数站长认同，PHPWind容易进行二次开发，这是由于其模板采用HereDoc的方式，降低编辑门槛。

## 缺点
PHPWind论坛程序的后台比較混亂，不夠直覺化，以致初次使用的人比較難使用。

## 外部連結
- PHPWind官方论坛（页面存档备份，存于）
- PHPWind官方网站* （页面存档备份，存于）
- PHPWind 9.0发布页（页面存档备份，存于）
- PHPWind 8.7发布页（页面存档备份，存于）
- PHPWind 8.5发布页（页面存档备份，存于）
- PHPWind 8.3发布页（页面存档备份，存于）
- PHPWind 8.0发布页（页面存档备份，存于）
- PHPWind 7.5发布页（页面存档备份，存于）
- PHPWind 7.3.2发布页（页面存档备份，存于）
- PHPWind最新版下载（页面存档备份，存于）